# Taxithelium hirtellum
Taxithelium hirtellum là một loài rêu trong họ Sematophyllaceae. Loài này được Paris & Renauld mô tả khoa học đầu tiên năm 1902.